# Panagiotis Pulitsas

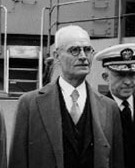
Panagiotis Poulitsas

Panagiotis Pulitsas (en griego: Παναγιώτης Πουλίτσας) fue un juez griego. Nació en 1881 en Laconia. Fue brevemente primer ministro de Grecia en 1946. Murió en 1968.
- Datos: Q1392087
- Multimedia: Panagiotis Poulitsas / Q1392087